# 孫鄰
孫鄰（202年—249年），字公達，吳郡富春（今浙江富陽）人。東吳宗室，孫權堂兄孫贲子。

## 生平
孫鄰個性精細敏捷，年小時就有好名聲。九歲時父親去世，代領父職豫章太守，並承襲其爵位，進封都鄉侯，因为年幼的缘故不久官职为顧邵代行。孫鄰自此在豫章近二十年，期間曾經討平叛賊，治郡亦有功績，於是獲召到武昌（今湖北鄂州市）任繞帳督。
其時太常潘濬亦在武昌管理荊州事務，而重安縣縣長舒燮因犯罪下獄，潘濬因與其有曾過節，於是打算按法處死他，當時已經有人為他說情，但潘濬並未有意赦免舒燮，孫鄰勸道：「昔日舒仲膺與舒伯膺因報親友被殺之仇而爭著認罪，天下人都稱許他們的義行，成了一時美談；而且舒仲膺那時還有歸效我國的意願。今天你殺了他的子弟，假若天下統一了，皇帝北巡時就必有中原人士問舒仲膺後代的下落，得來的回答時卻是潘承明殺了舒燮，你說該如何是好？」潘濬聽後立即打消懲處舒燮的念頭，舒燮也逃過一劫。
孫鄰後遷夏口沔中督，威遠將軍。赤烏十二年（249年），孫鄰去世。

## 評價
韋曜《吳書》：雅性精敏，幼有令譽。
陳壽《三國志》：夫親親恩義，古今之常。宗子維城，詩人所稱。況此諸孫，或贊興初基，或鎮據邊陲，克堪厥任，不忝其榮者乎！故詳著雲。

## 子女
- 孫震，孫鄰子，無難督。晉滅吳之戰時任護軍[1]，為周浚等諸晉將擊敗，與張悌一同戰死。[2]
- 孫苗，孫鄰子，父親逝後襲其爵位。
- 孫旅，孫鄰子。
- 孫述，孫鄰子，曾為武昌督，平荊州事。
- 孫諧，孫鄰子，城門校尉。
- 孫歆，孫鄰子，樂鄉督。晉滅吳之戰時於樂鄉為晉將周旨所俘。[3]